# 돈 샤인
도널드 로드니 셰인(영어: Donald Rodney Schain, 영어 발음: /ʃeɪn/, 1941년 2월 26일 ~ 2015년 12월 26일)는 미국의 감독, 작가, 그리고 많은 영화와 TV 영화의 제작자였다.
셰인은 1970년대 초에 영화계에 합류하여 진저 3부작을 포함한 다수의 저예산 착취 영화에서 당시 부인이었던 쉐리 카파로를 감독했다.
1990년대에, 그는 유타로 이사를 갔고, 계속해서 고등학교 뮤지컬, 웬디 우: 귀향 전사, 그리고 울면서를 포함하여, 디즈니 채널을 위해 더 가족 지향적인 영화를 제작했다. 그는 유타 영화 협회의 초대 회장이었다.